# 2-Alkenal reduktaza
2-Alkenal reduktaza (EC 1.3.1.74, NAD(P)H-zavisni alkenal/on oksidoreduktaza, NADPH:2-alkenal alfa,beta-hidrogenaza) je enzim sa sistematskim imenom n-alkanal:NAD(P)+ 2-oksidoreduktaza. Ovaj enzim katalizuje sledeću hemijsku reakciju
-alkanal + NAD(P)+ {\displaystyle \rightleftharpoons } alk-2-enal + NAD(P)H + H+
Ovaj enzim je visoko specifičan za 4-hidroksinon-2-enal i non-2-enal. 2-Alkenali kraćih lanaca imaju niže afinitete. Ovaj enzim je veoma aktivan na 2-alkenonima, kao što su but-3-en-2-on i pent-3-en-2-on. On je neaktivan na cikloheks-2-en-1-onu i 12-oksofitodienoinskoj kiselini. On učestvuje u detoksikaciji alfa,beta-nezasićenih aldehida i ketona.

## Literatura
- Nicholas C. Price; Lewis Stevens (1999). Fundamentals of Enzymology: The Cell and Molecular Biology of Catalytic Proteins (Third изд.). USA: Oxford University Press. ISBN 019850229X.
- Eric J. Toone (2006). Advances in Enzymology and Related Areas of Molecular Biology, Protein Evolution (Volume 75 изд.). Wiley-Interscience. ISBN 0471205036.
- Branden C; Tooze J. Introduction to Protein Structure. New York, NY: Garland Publishing. ISBN 0-8153-2305-0.
- Irwin H. Segel. Enzyme Kinetics: Behavior and Analysis of Rapid Equilibrium and Steady-State Enzyme Systems (Book 44 изд.). Wiley Classics Library. ISBN 0471303097.

## Spoljašnje veze
- 2-alkenal+reductase на 